# Vernieuwingsfrequentie
De vernieuwingsfrequentie of verversingsfrequentie, ook wel -snelheid (Engels: refresh rate), is het aantal keer per seconde dat weergevende hardware al zijn pixels kan verversen en wordt uitgedrukt in hertz (Hz). Het is een grootheid die alleen gebruikt wordt voor hardware voor weergave van een videosignaal, zoals beeldschermen en projectoren. Hierin verschilt de vernieuwingsfrequentie van de beeldsnelheid (Engels: frame rate), die alleen gebruikt wordt voor hardware die videosignalen genereert of vastlegt, zoals een grafische kaart of een videocamera.

## Oorsprong
Om het idee achter de vernieuwingsfrequentie te begrijpen, moet men weten hoe een CRT-beeldscherm werkt. Een CRT-beeldscherm heeft een glazen beeldbuis die bedekt is met fosfor. Om een afbeelding weer te geven, schiet een elektronenkanon elektronen naar de fosfordeeltjes, waardoor ze energie krijgen en oplichten.
Het elektronenkanon begint in de linkerbovenhoek, beweegt horizontaal naar rechts en beweegt naar de linkerkant van de volgende lijn, totdat de rechterbenedenhoek bereikt wordt. Hierna schakelt het elektronenkanon uit en gaat het terug naar de linkerbovenhoek, waardoor er voor een moment geen licht meer is. Het herbeginnen van de cyclus geeft het beeld opnieuw weer en ververst dus als het ware het beeldscherm. De frequentie van dit verversen per seconde is de vernieuwingsfrequentie.

## Vernieuwingsfrequentie en beeldsnelheid
Vernieuwingsfrequentie en beeldsnelheid zijn dus niet hetzelfde. Bij een computersysteem, bijvoorbeeld, genereert de grafische kaart een aantal beelden per seconde. Dit wordt uitgedrukt in bps (beelden per seconde). Deze beelden worden naar een beeldscherm gestuurd, dat zich een aantal keer per seconde kan verversen.
Wanneer de grafische kaart meer beelden genereert dan het beeldscherm kan weergeven en de beeldsnelheid dus hoger is dan de vernieuwingsfrequentie, zullen niet alle beelden kunnen worden weergegeven. In het omgekeerde geval, wanneer de grafische kaart minder beelden genereert dan het beeldscherm kan weergeven en de vernieuwingsfrequentie dus hoger is dan de beeldsnelheid, zullen sommige beelden meerdere keren op het beeldscherm getekend worden. Daarom wordt bij multimediatoepassingen waarbij een vloeiende beweging belangrijk is, aangeraden de twee op elkaar af te stemmen.